# 此縁性
此縁性（しえんしょう、巴: idappaccayatā, イダッパッチャヤター、梵: idaṃpratyayatā, イダムプラティヤヤター）とは、釈迦が説いたとされる仏教の縁起説の1つであり、その性質を指す。

## 概要
此縁性の出典としてよく持ち出されるのが、パーリ仏典経蔵小部『自説経』（ウダーナ）の冒頭等に表れる、以下の表現である。
このように、「此」に縁って「彼」が規定され、有無生滅する関係を表しているので、これを此縁性と呼ぶ。
この「此」とは煩悩（あるいは、それに無自覚な無明の状態）を指しており、「彼」とは苦を指す。したがって、上記の命題は、
1. 「「煩悩」（無明）が有れば、「苦」が有り」
2. 「「煩悩」（無明）が無ければ、「苦」が無い」
3. 「「煩悩」（無明）が生じれば、「苦」が生じ」
4. 「「煩悩」（無明）が滅すれば、「苦」が滅す」

と言い換えることができる。

## 「十二因縁」「四諦」との関係
上記の『自説経』（ウダーナ）の出典箇所においても、この此縁性を述べた直後に、それを詳細化・解説する形で、十二因縁が述べられる。
したがって、此縁性は十二因縁を要約したものであり、十二因縁は此縁性を詳細化したものであることが確認できる。
またそれゆえに、十二因縁の順観が此縁性の上記3と、逆観が上記4と、それぞれ対応するものであることも確認できる。
更に、上記の此縁性と十二因」の関係性から、四諦との関係性もより明瞭になる。仏教における4つの真理とされる四諦、すなわち、
- 苦諦：苦という真理
- 集諦：苦の原因という真理
- 滅諦：苦の滅という真理
- 道諦：苦の滅を実現する道という真理

の4つの内、苦諦は此縁性の上記1・3に対応するものであり、煩悩（無明）によって苦が有生することを指し、集諦は十二因縁に詳述されるように、煩悩に端を発する寄り集まった苦の原因の連鎖が存在していることを指し、滅諦とは此縁性の上記4や十二因縁の逆観として表されているように、煩悩を滅すれば苦も滅することができることを指し、道諦とは釈迦自身がそうしたように、その己の中の煩悩とそれに端を発する此縁性、十二因縁の性質を見極め、除去できる実践（八正道など）が存在することを指す。